# Nuestra Señora del Rosario de Estelí
Nuestra Señora del Rosario de Estelí, conservada en la catedral de Estelí, Nicaragua, es una representación de la Virgen del Rosario consiste en una imagen de vestir, de escultor desconocido, tallada en madera de cuerpo completo; su ejecución es de mediados del siglo XVII. Según algunas crónicas fue trasladada de España y cambiada por equivocación en el Puerto de León; para otros cronistas la trasladaron los fundadores de la ciudad de Nueva Segovia. Lleva en su brazo izquierdo un Niño Jesús de escultura entera. Es la santa patrona de la diócesis de Estelí y titular de la catedral.

## Historia
La imagen fue trasladada desde un Continente europeo tras la fundación de Nueva Segovia. Data aproximadamente del siglo XVII. Con el tiempo, como veneración se han originado historias que han marcado la devoción a la imagen. Tras el ataque de los piratas en la ciudad, los pobladores dejan el lugar y se asientan en la Villa de San Antonio de Pavia de Estelí, en la actualidad Villa Vieja (primer asentamiento de Estelí). Según las crónicas, a la llegada de los pobladores llevaban entre sus reliquias las sagradas imágenes de Nuestra Señora del Rosario, San Antonio de Padua y el Cristo Crucificado del Desprendimiento de las Misericordias. 
Otras crónicas narran que el destino de la imagen era la ciudad de León, pero por equivocación de los bultos en el envío ésta llegó a Estelí.
Durante la Revolución Liberal del General José Santos Zelaya, el gobierno puso en vigencia una Constitución que separaba a la Iglesia del Estado. En esta reforma la Virgen perdió todas las pertenencias que hasta ese momento tenía, desde el hato de 2000 cabezas de ganado como todas las joyas que sus devotos le habían obsequiado como agradecimiento. La ley estipulaba que ninguna propiedad podía estar en manos de ningún santo de la Iglesia.

### Leyendas
Durante el cambio de sitio de la ciudad, llevaban consigo las imágenes hasta quedar en el actual templo (a excepción de san Antonio de Padua, que fue trasladado con el tiempo a la Parroquia San Antonio). En 1928 la ciudad sufrió el ataque de los indios Matagalpa y la imagen de la virgen fue codiciada por ellos. Según las anécdotas narradas en crónicas de ese tiempo, los indígenas intentaron sacar la imagen de la ermita, cuando la quisieron pasar por la puerta principal, la imagen creció demasiado que no pudo ser sacada y por mucho tiempo la denominaron  como la Virgen bruja, por el hecho de no poderla robar.

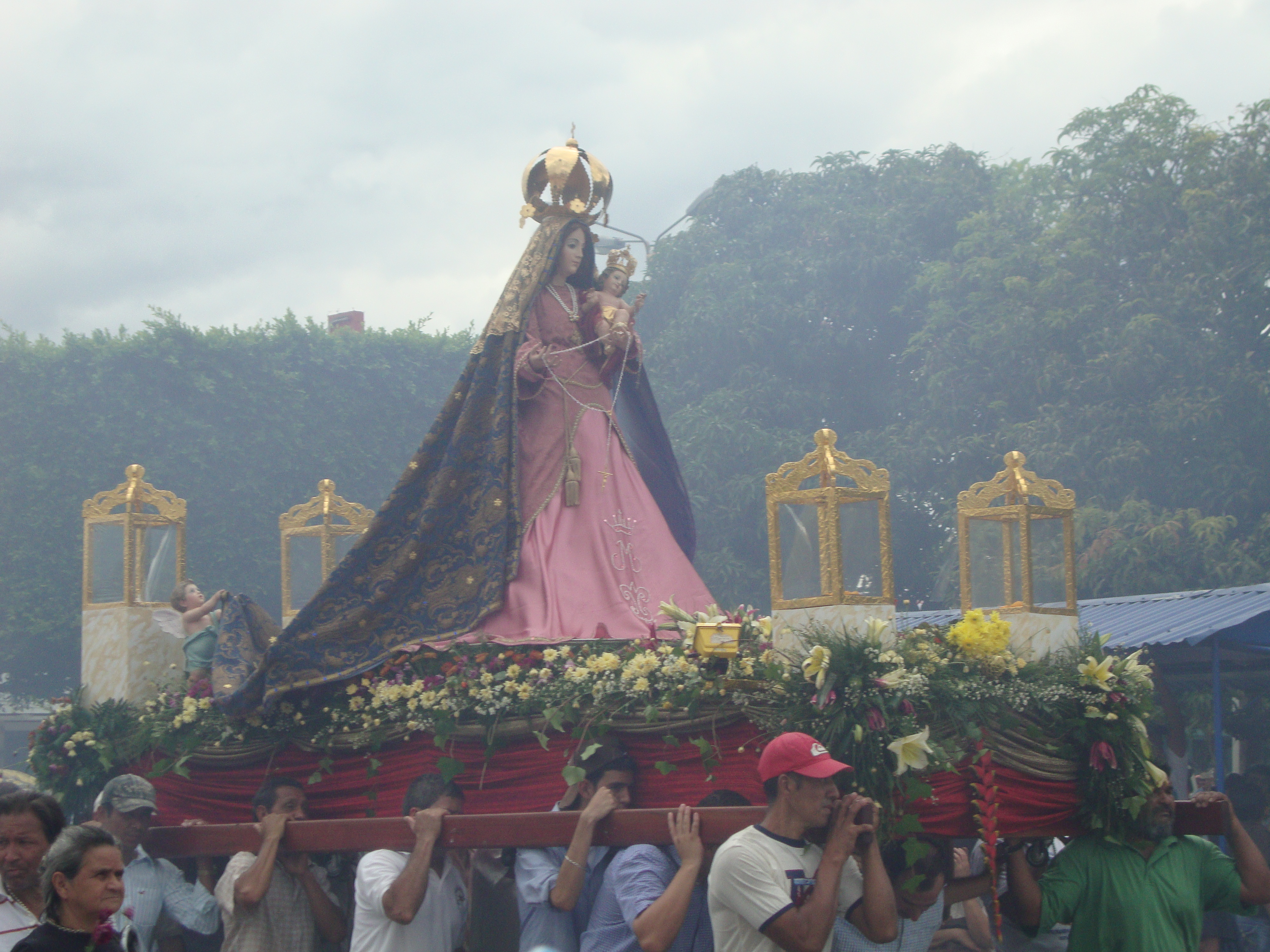
Nuestra Señora del Rosario cargada por devotos en las calles de Estelí.

Durante la guerra de la insurrección, la catedral se llenaba de personas que elevaban súplicas a la Santísima Virgen para que protegiera a los combatientes. En un momento quisieron abrir el camarín de la virgen para ponerle exvotos, pero no pudieron. Cuando los comabatientes volvieron de la guerra, testimoniaban haber visto a la Virgen que les regalaba agua a los caídos en combate. Al abrir el camarín, descubrieron que el vestido de la imagen estaba sucio y ahumado. Desde entonces cada 7 de octubre salía en Procesión en agradecimiento por su ayuda durante la guerra.

## Vestimentas
La imagen de la Virgen es cambiada de vestimenta tres veces al año. La primera se da la noche del Sábado Santo, en la que se viste de blanco, se le quita al Niño Jesús y sale en procesión el día Domingo de Resurrección al encuentro del resucitado.
El Domingo de Resurrección pasa expuesta a veneración de los fieles fuera de su camarín. Por la noche se le cambia vestimenta, vistiéndola con cualquiera de los años anteriores. Se vuelve a cambiar hasta las fiestas en octubre. 
El tercer cambio se da para las fiestas en octubre. Se cambia para su Solemnidad del día 6 y 7 de octubre.

## Celebración
Las celebraciones en honor de la Patrona de la diócesis y Titular de la Catedral, empiezan con la bajada de la imagen el 28 de septiembre y puesta en una tarima en el lado derecho del altar mayor. Durante nueve días se hacen los rezos de la novena y del santo rosario. Durante la novena una réplica pequeña de la imagen sale en procesión por las parroquias. El día 6 de octubre, la Virgen se cambia vestimenta (Varía todos los años). Por la mañana, los devotos asisten a la Eucaristía con la emoción de ver a la Virgen con su nuevo vestido, por la noche se realiza una alborada. El 7 de octubre, se celebra la serenata de la Virgen a las 5 a. m. Se realiza una solemne Eucaristía a las 10 a. m. y a mediodía sale en procesión por la ciudad, cargada en hombros por sus devotos en compañía de las diferentes pastorales que integran la catedral, clero de la diócesis, bandas filarmónica, colegios católicos y todo el pueblo católico esteliano.